# 多瑙河畔茨文滕多夫
多瑙河畔茨文滕多夫是奥地利下奥地利州图尔恩县的一个市镇。总面积53.85平方公里，总人口3714人，人口密度69.0人/平方公里（2005年）。